# Le Mans 24-timmars 2003
Le Mans 24-timmars 2003 kördes den 14-15 juni på Circuit de la Sarthe. Bentley tog en sensationell seger, sedan Audi inte ställt upp med något officiellt fabriksteam. Bentley hade värvat Tom Kristensen och Rinaldo Capello ifrån Audi, och tillsammans med Guy Smith kunde de ta en populär seger, den första för ett brittiskt märke sedan Jaguar vann 1990.

## Slutresultat
| Plats | Förare                                                    | Märke   | Varv |
| ----- | --------------------------------------------------------- | ------- | ---- |
| 1     | Tom Kristensen Rinaldo Capello Guy Smith                  | Bentley | 377  |
| 2     | Mark Blundell David Brabham Johnny Herbert                | Bentley | 374  |
| 3     | JJ Lehto Emanuele Pirro Stefan Johansson                  | Audi    | 373  |
| 4     | Seiji Ara Jan Magnussen Marco Werner                      | Audi    | 370  |
| 5     | Olivier Beretta Gunnar Jeanette Max Papis                 | Panoz   | 360  |
| 6     | Jan Lammers John Bosch Andy Wallace                       | Dome    | 360  |
| 7     | Jonathan Cochet Stéphan Grégoire Jean-Marc Gounon         | Courage | 360  |
| 8     | Jean-Christophe Boullion Franck Lagorce Stéphane Sarrazin | Courage | 356  |
| 9     | Éric Hélary Nicolas Minassian Soheil Ayari                | Courage | 352  |
| 10    | Tomáš Enge Peter Kox Jamie Davies                         | Ferrari | 333  |

## Klassvinnare
| Klass  | Förare                                                  | Märke   |
| ------ | ------------------------------------------------------- | ------- |
| LMGTP  | Tom Kristensen Rinaldo Capello Guy Smith                | Bentley |
| LMP900 | JJ Lehto Emanuele Pirro Stefan Johansson                | Audi    |
| LMP675 | Jean-Luc Maury-Laribière Christophe Pillon Didier André | Reynard |
| GTS    | Tomáš Enge Peter Kox Jamie Davies                       | Ferrari |
| GT     | Sascha Maassen Emmanuel Collard Lucas Luhr              | Porsche |